# Pleasanton, Novi Meksiko
Pleasanton je popisom određeno mjesto u okrugu Catronu u američkoj saveznoj državi Novom Meksiku. Prema popisu stanovništva SAD 2010. ovdje je živjelo 106 stanovnika. 
Nekoliko je godina bio poznato utočište za mormonske poligamiste.

## Zemljopis
Nalazi se na 33°16′20″N 108°52′22″W / 33.2722858°N 108.8728402°W 
Prema Uredu SAD-a za popis stanovništva, zauzima 4,09 km2 površine, od čega 3,95 suhozemne.

## Povijest
Pleasanton su 1882. godine osnovali mormoni. 24. dijete mormonskog poligamista Jacoba Hamblina ondje je rođeno 1884. odine Hamblin je umro od malarije 1886. godine. Ostali poligamisti, uključujući Williama Maxwella, sagradili su si dom u Pleasantonu baš radi izbjegavanja zakona.
Godine 1885. banda Chiricahua Apača ubila je skupinu američkih vojnika u trostrukoj stupici kod Pleasantona.

## Stanovništvo
Prema podatcima popisa 2010. ovdje je bilo 106 stanovnika, 56 kućanstava od čega 33 obiteljska, a po rasi bilo je 94,3% bijelaca, 2,8% drugih rasa, 2,8% dviju ili više rasa. Hispanoamerikanaca i Latinoamerikanaca svih rasa bilo je 18,9%.